# سمیدتشیتسه
سمیدتشیتسه (به چکی: Smědčice) یک منطقهٔ مسکونی در جمهوری چک است که در ناحیه روکیتسانی واقع شده‌است. سمیدتشیتسه ۴٫۶۶ کیلومتر مربع مساحت و ۲۶۸ نفر جمعیت دارد و ۳۴۴ متر بالاتر از سطح دریا واقع شده‌است.